# ديفيد كونفر
ديفيد كونفر (بالإنجليزية: David Conover)‏ هو صحفي ومصور أمريكي، ولد في 26 يونيو 1919، وتوفي في 21 ديسمبر 1983.